# Горго (фильм, 1961)
«Горго» (англ. Gorgo) — британский цветной художественный фантастический фильм 1961 года, снятый Эженом Лурье. Фильм был создан как ответ на серию фильмов о монстре Годзилла, снятых в Японии. Это один из первых цветных фильмов о гигантских чудовищах.
В США прокатную версию фильма распространяла кинокомпания Metro-Goldwyn-Mayer. В СССР и России фильм не выходил в кинотеатральном прокате, и его не выпускали на лицензионных VHS и DVD.

## Сюжет
В Ирландском море происходит сильное извержение вулкана, сопровождаемое образованием нового острова. После временного затишья на поверхность воды всплывают причудливые мутировавшие морские организмы. Вслед за ними из моря появляется огромное морское чудовище Горго, которое выходит на сушу и нападает на местную деревню рыбаков. Горго с трудом удаётся загнать обратно в море, а на следующий день за чудовищем начинается охота — его ловит отчаянный капитан-рыболов Райан, который, несмотря на протесты Шона — пасынка управляющего деревней, решает отвезти монстра в Лондон для его показа в цирке. Все намеченные планы Райана сбываются, хотя в Лондоне во время транспортировки Горго один раз пытается вырваться на свободу, в результате чего гибнет его друг Сэм.
Показы Горго публике имеют огромный успех, но узнавшие об этом учёные начинают беспокоиться, что Горго — не единственное морское чудовище из Ирландского моря. Их опасения оказываются не напрасными — вскоре из морских глубин появляется мать Горго — Огра (ростом 61 метр), разрушает деревню, где был пойман Горго, и движимая материнским инстинктом, плывёт в Лондон. Все военные силы, брошенные на уничтожения взрослого монстра, оказываются бессильны: корабли потоплены один за другим. Настаёт страшная ночь появления чудовища в Лондоне. Вся наземная военная мощь, огонь и высоковольтные провода не могут остановить мать Горго — она прорывается в город и начинает крушить всё подряд. Рушатся главные улицы Лондона, Биг-Бен и многие другие известные символы города. В конце концов чудовище находит своего сына Горго и они вдвоём отправляются в обратный путь, оставив после себя в руинах пол-города.
Наблюдающий за их уходом Шон произносит финальную фразу: «Они уходят, они возвращаются к себе домой».

## В ролях
| Актёр             | Роль               |
| ----------------- | ------------------ |
| Билл Треверс      | Райан              |
| Винсент Винтер    | Шон                |
| Вильям Сильвестер | Сэм                |
| Кристофер Роудс   | Мак’Картин         |
| Джозеф О’Коннор   | профессор Хендрикс |
| Морис Кофман      | репортёр           |
| Брюс Сетон        | профессор Флаерти  |
| Бэзил Дигнам      | адмирал Брукс      |
| Мартин Бенсон     | Доркин             |

## Создание
К началу 1960-х годов режиссёр Эжен Лурье уже был известен своими двумя фильмами о гигантских монстрах. Первый, «Чудовище с глубины 20 000 фатомов», был снят в 1953 году, второй — «Бегемот, морской монстр», — в 1959 году. В обоих фильмах появившихся из моря гигантских чудовищ удаётся уничтожить при помощи химического оружия. Дочь Эжена Лурье сильно плакала, видя смерть животных, поэтому в новом фильме Лурье решил оставить в живых обоих монстров.
В качестве места основных событий фильма рассматривались Япония (Токио), Франция (Париж) и даже города Австралии. В конечном счёте местом массовых разрушений был выбран Лондон и решено было снять фильм в цвете.
Первоначально Лурье не планировал задействовать в новом фильме военные силы, но под напором сценаристов, считавших, что бесполезные попытки противостоять монстру только усилят эффект от увиденного, согласился. Позже Лурье отмонтировал один из вариантов фильма, вырезав армейские эпизоды. Эпизод, где Горго везут по улицам Лондона, снимался утром в выходной день, когда не было особого сильного движения на дорогах.
Фильм «Горго» стал третьим и последним monster movie, снятым Лурье.

### Горго
Главного монстра фильма назвали в честь персонажа античной мифологии — Медузы Горгоны. Горго в фильме несколько раз именуют «динозавром», но голова у него явно не рептильная, хотя со спины его можно принять за крокодила. Для съёмок фильма были изготовлены две модели монстров — собственно Горго, и — более крупная — его мать Огра.

## Популярность фильма
- По мотивам фильма в первой половине 1960-х годов было выпущено несколько комиксов.
- С 1962 по 1964 годы было снято несколько короткометражек под общим названием «Возвращение Горго» (The Return of Gorgo).
- В 1998 году несколько сцен из фильма были показаны в эпизоде комедийного телесериала «Таинственный театр 3000 года» (Mystery Science Theater 3000), при этом права на их показ истекли в тот же день, поэтому эпизод повторили дважды в течение дня[1]. Коллекционное издание «Таинственный театр 3000 года» (версия «25th Anniversary» в металлическом боксе), содержит этот фильм, а также расширенную версию документального фильма «Девятое чудо света: Создание фильма „Горго“»[2].
- Отрывок из фильма присутствует в одной из серий комедийного телесериала "Все ненавидят Криса" (Everybody Hates Chris).

## Интересные факты
- Мать Горго именуют «Огра». Любопытно, что похожее имя («Орга») носит монстр-антагонист в фильме «Годзилла: Миллениум». (а на самом деле сходство случайное. «Орга» — от названия клеток-симбионтов Годзиллы «Органайзер-Г1», которые помогали ему регенерировать)
- Несколько раз в фильме мелькают вывески с рекламой Кока-Колы.
- Горго впервые появляется на выдуманном острове Нара. Такое название носит одна из эпох в периоде развития Японии, что, таким образом, намекает на японский фильм «Годзилла».
- На 1969 год был запланирован выход американского фильма «Горго против Годзиллы». Особой информации об этом фильме не имеется, как и почти никакого отснятого материала.
- По изначальному сценарию участие военных не планировалось; режиссёр Лурье аргументировал, что артиллерийский огонь способен уничтожить животное какого угодно размера. Но студия настояла, для увеличения зрелищности. Позднее Лурье приобрел копию «для частного пользования» и перемонтировал, вырезав все сцены с военными.